# Condado de Jackson (Misisipi)
El condado de Jackson es un condado del estado de Misisipi, Estados Unidos. Tiene una población estimada, a mediados de 2023, de 146 389 habitantes.
La sede del condado es Pascagoula.

## Geografía
Según la Oficina del Censo, el condado tiene una superficie total de 2700 km², de los cuales 1870 km² corresponden a tierra firme y 830 km² están cubiertos de agua.

## Demografía

### Censo de 2020
Según el censo de 2020, en ese momento el condado tenía una población de 143 252 habitantes. La densidad de población era de 77 hab./km²
| Raza                   | Núm.    | Porc.   |
| ---------------------- | ------- | ------- |
| Blancos                | 94 709  | 66.11%  |
| Afroamericanos         | 30 070  | 20.99%  |
| Amerindios             | 734     | 0.51%   |
| Asiáticos              | 3204    | 2.24%   |
| Isleños del Pacífico   | 115     | 0.08%   |
| De otras razas         | 4764    | 3.33%   |
| De una mezcla de razas | 9656    | 6.74%   |
| Total                  | 143 252 | 100.00% |

Del total de la población, el 7.02% eran hispanos o latinos de cualquier raza.

### Estimación 2018-2022
Según la estimación 2018-2022 de la Oficina del Censo, los ingresos medios de los hogares son de $67,472 y los ingresos medios de las familias son de $90,309. Los ingresos per cápita en los últimos doce meses, medidos en dólares de 2022, son de $31,509. Alrededor del 12.4% de la población está por debajo de la línea de pobreza nacional.

## Condados adyacentes
- Condado de George (norte)
- Condado de Mobile, Alabama (este)
- Condado de Harrison (oeste)
- Condado de Stone (noroeste)

## Comunidades

### Ciudades
- Gautier
- Moss Point
- Ocean Springs
- Pascagoula

### Lugares designados por el censo (census-designated places,CDP)
- Big Point
- Escatawpa
- Gulf Hills
- Gulf Park Estates
- Helena
- Hickory Hills
- Hurley
- Latimer
- St. Martin
- Vancleave
- Wade